# Mohe

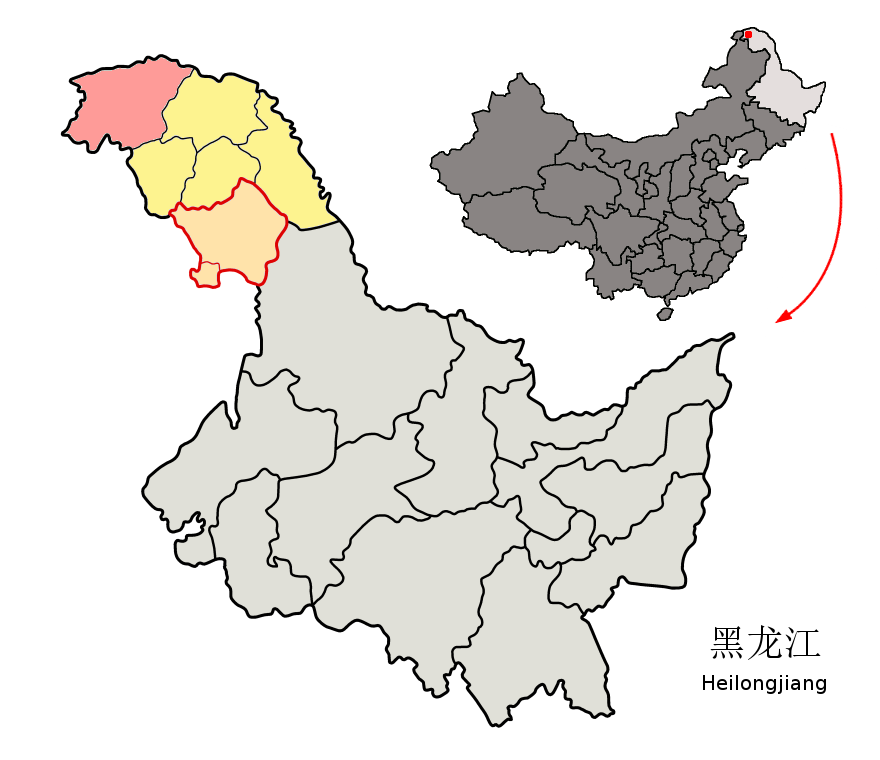
Lage des Kreises Mohe (rosa) im Regierungsbezirk Großes Hinggan-Gebirge (gelb)

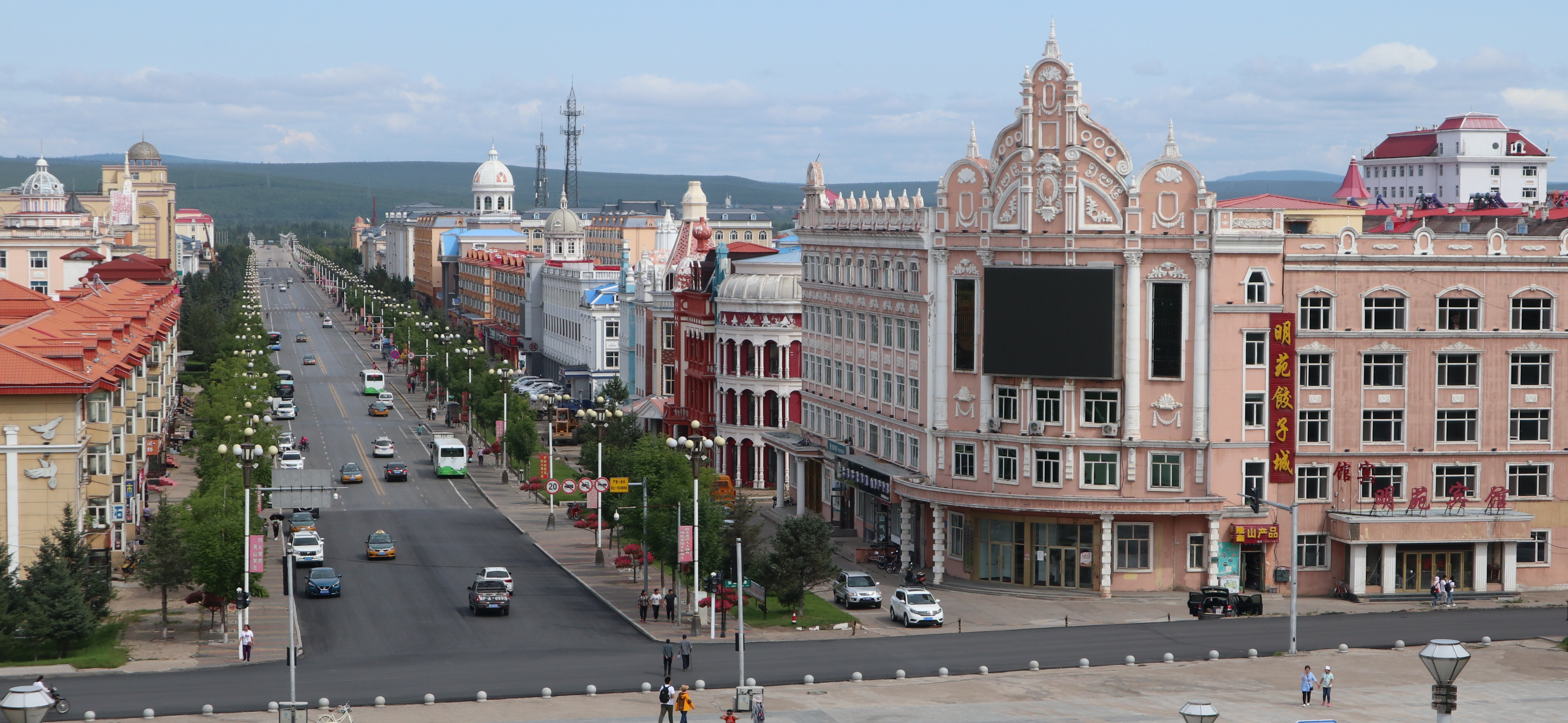
Mohe im Jahr 2019

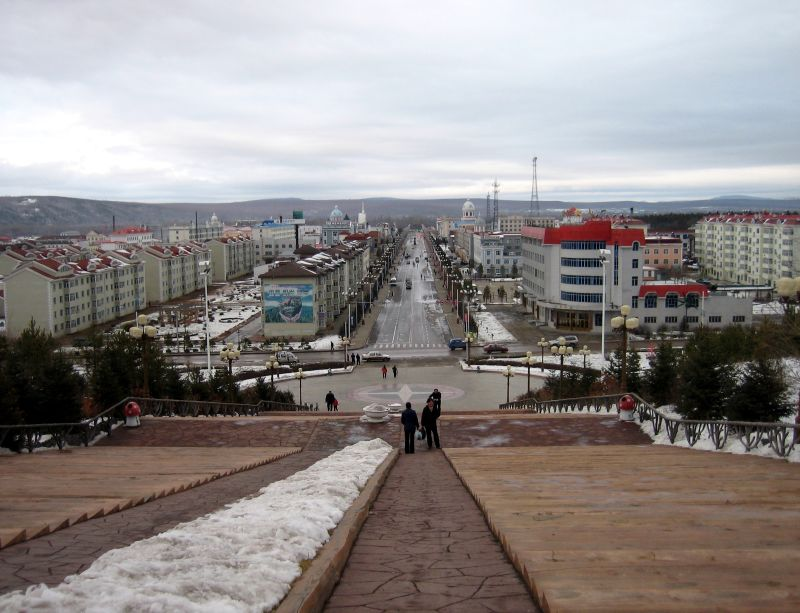
Blick auf Xilinji, den Sitz der Kreisregierung Mohes vom Xishan Park

Mohe (chinesisch 漠河市, Pinyin Mòhé Shì) ist eine kreisfreie chinesische Stadt im äußersten Nordwesten des Regierungsbezirks Großes Hinggan-Gebirge der chinesischen Provinz Heilongjiang. Sein Name kommt von dem tungusischen Volk Mohe. Der ehemalige Kreis Mohe wurde am 14. Mai 1981 gegründet. Seine Nordgrenze, gebildet durch den Fluss Heilong Jiang, verbindet ihn mit Russland. Direkt am Grenzdreieck mit Russland, Mohe und der kreisfreien Stadt Ergun des Autonomen Gebiets Innere Mongolei entsteht der Heilong Jiang (Amur) durch Zusammenfluss des aus dem Süden kommenden Ergun mit dem aus Nordwesten kommenden Fluss Schilka.
Hier befindet sich mit 53°49' nördliche Breite auch der nördlichste Punkt Chinas und hier beginnt das Große Hinggan-Gebirge. Das Zentrum der Stadt bildet der ehemalige Hauptort und Verwaltungssitz des Kreises, die Großgemeinde Xilinji, die zentral in seiner Mitte liegt. Im Westen und Süden grenzt Mohe an die bezirksfreie Stadt Hulun Buir, im Osten an den Kreis Tahe. Mohe hat eine Fläche von 18.490 km² und 54.036 Einwohner (Stand: Zensus 2020); Bevölkerungsdichte 3 Einw./km². Es setzt sich aus fünf Kleinstädten und drei sonstigen Gebieten zusammen.
- Kleinstadt Amuer (阿木尔镇), im Osten,
- Kleinstadt Beiji (北极镇), im Westlichen Norden,
- Kleinstadt Tuqiang (图强镇), im östlichen Zentrum,
- Kleinstadt Xilinji (西林吉镇), im westlichen Zentrum,
- Kleinstadt Xing’an (兴安镇), im östlichen Zentrum,
- Sonstiges Gebiet Amu'er (阿木尔林业局),
- Sonstiges Gebiet Tuqiang (图强林业局),
- Sonstiges Gebiet Xilinji (西林吉林业局)

## Ethnische Gliederung der Bevölkerung des Kreises Mohe (2000)
| Name des Volkes | Einwohner | Anteil  |
| --------------- | --------- | ------- |
| Han             | 76.955    | 95,03 % |
| Mandschu        | 1.712     | 2,11 %  |
| Mongolen        | 1.514     | 1,87 %  |
| Daur            | 228       | 0,28 %  |
| Hui             | 227       | 0,28 %  |
| Koreaner        | 226       | 0,28 %  |
| Ewenken         | 55        | 0,07 %  |
| Oroqen          | 21        | 0,03 %  |
| Xibe            | 18        | 0,02 %  |
| Sonstige        | 26        | 0,03 %  |

## Klima
Die Stadt Mohe hat ein sehr raues Klima mit durchschnittlich acht Monaten Schneelage pro Jahr und einer Jahresdurchschnittstemperatur von −3 °C. 1969 sank das Thermometer dort auf −52,3 °C; am 22. Januar 2023 war es mit einem neuerlichen Rekordwert von −53 °C an der dortigen, auf 433 m Höhe gelegenen Wetterstation noch etwas kälter. Dies war auch die tiefste bislang in ganz China gemessene Temperatur.